# Ollas Anders Ericsson
Ollas Anders Ericsson, (i riksdagen kallad Ericsson i Ovanmyra), född 9 mars 1858 i Boda socken, Dalarna, död 20 november 1929 i Boda församling, var en svensk lantbrukare och riksdagsman. Han var far till politikern Jones Erik Andersson. 
Ericsson blev tidigt anlitad för kommunala uppdrag och var Boda kommuns sista sockenskrivare. Han var ledamot för Gagnefs samt Rättviks och Ore tingslags valkrets i andra kammaren 1887-1893, för Gagnefs och Rättviks tingslags valkrets 1894-1911 samt ledamot av första kammaren 1912-1919 för Kopparbergs läns valkrets och 1919-1921 för Hallands läns valkrets. Under denna tid var han ledamot av bevillnings- (1902–1919), konstitutions- (1919, urtima riksdagen) och statsutskottet (1920–1921) samt av försvarsutskottet 1901, kommunallagsutskottet (1918, urtima riksdagen) och författningsutskottet (1919).
I andra kammaren var Ericsson ledamot av det frihandelsvänliga Gamla lantmannapartiet, men drog sig småningom mer åt höger och tillhörde senare Nationella framstegspartiet, av vars förtroenderåd han var ledamot, en tid även vice ordförande. I första kammaren var han ledamot av nationella partiets förtroenderåd, men övergick 1918 till Bondeförbundet. Inför andrakammarvalet 1911 ställde Ericsson upp i val i Kopparbergs läns norra valkrets som första namn på en moderat lista men blev inte invald, då de moderata inte fick något mandat.
Ericsson lade fram många motioner bland annat om avskrivning av grundskatterna, rustnings- och roteringsbördorna, upphörande av skyldigheten för den i mantal satta jorden att ensamt uppföra och underhålla kyrka, prästgård, tingshus och häradsfängelse, förbud för bolag att förvärva jordbruksfastighet och införande i skolorna av obligatorisk undervisning om rusdryckernas skadlighet. Han var ledamot av rusdrycksmedels-, nykterhets- och nykterhetsundervisningskommittéerna.